# Lưu Diệc Phi
An Phong, thường được biết đến với nghệ danh Lưu Diệc Phi (giản thể: 刘亦菲; phồn thể: 劉亦菲; bính âm: Liú Yìfēi; tiếng Anh: Crystal Liu, sinh ngày 25 tháng 8 năm 1987), là một nữ diễn viên, người mẫu kiêm ca sĩ người Mỹ gốc Hoa. Được đánh giá là một trong những nữ diễn viên Trung Quốc xuất sắc nhất trong thế hệ của mình, cô đã nhiều lần xuất hiện trong danh sách 100 ngôi sao nổi tiếng nhất Trung Quốc theo Forbes và được vinh danh là một trong Tứ Tiểu Hoa Đán của Trung Quốc vào năm 2009. Bên cạnh đó, cô còn được biết đến rộng rãi với biệt danh "Thần tiên tỷ tỷ" ở Trung Quốc.
Năm 2002, Lưu Diệc Phi gia nhập làng giải trí với vai diễn đầu tay trong bộ phim truyền hình Kim phấn thế gia. Năm 2003 và 2004, cô lần lượt nhận hai vai diễn Vương Ngữ Yên trong bộ phim truyền hình Thiên long bát bộ và Triệu Linh Nhi trong Tiên kiếm kỳ hiệp, qua đó đã gây được tiếng vang và giúp cô nổi tiếng. Năm 2006, cô nhận được sự chú ý rộng rãi ở Trung Quốc lẫn Châu Á với vai diễn Tiểu Long Nữ trong bộ phim truyền hình Thần điêu đại hiệp. Lưu Diệc Phi ký hợp đồng độc quyền với công ty Sony Music Entertainment Japan vào năm 2005 và chính thức gia nhập ngành âm nhạc, phát hành album tiếng Quan thoại đầu tay Lưu Diệc Phi và album tiếng Nhật All My Words vào năm sau đó. Năm 2006, cô nhận danh hiệu "Nữ thần Kim Ưng" (danh hiệu dành cho những ngôi sao múa mở màn tại giải Kim Ưng) đầu tiên trong lịch sử của Liên hoan nghệ thuật phim truyền hình Kim Ưng Trung Quốc.
Năm 2008, Lưu Diệc Phi chuyển trọng tâm sự nghiệp của mình sang màn ảnh rộng với tác phẩm mở đầu là Vua Kung Fu, giúp cô trở thành nữ diễn viên châu Á đầu tiên đứng đầu danh sách tân binh của IMDB. Năm 2020, cô đảm nhiệm vai nữ chính trong bộ phim hành động người đóng Hoa Mộc Lan do Disney sản xuất, vai diễn không những giúp cô được nhiều khán giả quốc tế biết đến mà còn mang về cho cô đề cử giải Sao Thổ cho nữ diễn viên chính xuất sắc nhất.

## Thiếu thời

### Thân thế
Lưu Diệc Phi sinh ngày 25 tháng 8 năm 1987 tại bệnh viện Tế Vũ ở Vũ Hán, Trung Quốc với tên khai sinh là An Phong (giản thể: 安風; phồn thể: 安风). Cha mẹ của Lưu Diệc Phi ly hôn vào năm cô 4 tuổi, sau đó cô được mẹ nuôi dưỡng. Cô lấy họ mẹ là họ Lưu và được bà ngoại đặt tên mới là Lưu Tây Mỹ Tử (刘茜美子). Năm 10 tuổi, cô cùng mẹ di cư sang Hoa Kỳ, đồng thời sử dụng tên tiếng Anh là Crystal Liu.
Nguyên quán bên nội của Lưu Diệc Phi thuộc huyện Nhiêu Dương, tỉnh Hà Bắc, Trung Quốc. Ông bà nội cô đều là cán bộ chính quyền; một người công tác ở thôn Cảnh Khẩu, huyện Nhiêu Dương, một người công tác ở quận An Bình, tỉnh Hà Bắc. Ông nội của cô là Tống Bảo Trạm (宋保站), sau này đổi tên thành Khổng Quân (孔钧) để tưởng niệm sự hi sinh của một người chiến hữu họ Khổng trong thời kỳ kháng chiến, đồng thời bày tỏ quyết tâm tiếp tục chiến đấu, người trước hi sinh thì người sau tiếp bước. Năm 1960, ông đảm nhiệm vị trí Phó Bí thư Đảng ủy của Đại học Y khoa Vũ Hán (nay là Học viện Y khoa Đồng Tế, thuộc Đại học Khoa học và Công nghệ Hoa Trung). Bà nội của cô là An Uẩn Thục (安蕴淑), sinh năm 1925 mất năm 2001, từng học tại Học viện Y khoa của Đại học Khoa học và Công nghệ kỹ thuật Hoa Trung, bà đảm nhiệm chức Bí thư Đảng ủy tại bệnh viện Đồng Tế từ tháng 11 năm 1980 đến tháng 4 năm 1983.
Cha của cô là An Thiếu Khang (安少康). Ông xuất thân từ một gia đình y khoa, từng viết nhiều bài báo cũng như xuất bản sách và nhận được nhiều giải thưởng cho các tác phẩm của mình. Ông là giáo sư tiếng Pháp tại Đại học Vũ Hán và hiệu trưởng của Học viện Khổng Tử tại Pháp, về sau được cử ra nước ngoài học tập và làm bí thư cao cấp của Bộ Ngoại giao Trung Quốc tại Paris.
Mẹ của cô là Lưu Hiểu Lợi (刘晓莉), sinh ngày 4 tháng 11 năm 1959. Bà xuất thân từ một gia đình cán bộ nhà nước tại thành phố Cáp Nhĩ Tân, tỉnh Hắc Long Giang, Trung Quốc. Bà là một nghệ sĩ múa cấp quốc gia và từng tham gia giảng dạy múa ở nhiều nơi. Năm 1970, bà theo học tại Học viện Ca vũ kịch Vũ Hán chuyên ngành múa dân gian, múa cổ điển và múa ba lê. Bà từng tham gia nhiều vở múa nổi tiếng như Xuân giang hoa nguyệt dạ, Hái nho, Cái chết của phượng hoàng, Sở vận,... và đảm nhận vai Tây Vương Mẫu trong bộ phim Vua Kung Fu (2008).
Sau khi ly hôn với chồng cũ, bà đưa con gái sang Hoa Kỳ định cư. Tại đây, bà kết hôn với một luật sư người Trung Quốc, sau này trở thành cha dượng của Lưu Diệc Phi. Cô còn có một người cha đỡ đầu là Trần Kim Phi (陈金飞), ông là tổng giám đốc điều hành của Tập đoàn đầu tư Thông Sản Bắc Kinh. Nhân dịp sinh nhật lần thứ 18 của Lưu Diệc Phi, Công ty quản lý Hồng Tinh và Công ty Sony Music đã tổ chức một lễ trưởng thành thật đặc biệt dành cho cô tại Nhà khách Quốc gia Điếu Ngư Đài với chi phí lên đến 1,8 triệu CNY. Buổi tiệc đồng thời cũng là buổi họp báo ký kết hợp đồng âm nhạc giữa Lưu Diệc Phi và công ty Sony Music Entertainment của Nhật Bản. Trong buổi lễ, cô có dịp gặp gỡ chủ tịch của hãng đĩa Sony Music Japan, đạo diễn Trương Kỷ Trung, Chu Thời Mậu, Úc Quân Kiếm, diễn viên Huỳnh Hiểu Minh, Lâm Chí Dĩnh,... và một số quan chức của Bộ Văn Hóa.

### Học vấn
Lưu Diệc Phi biết chơi piano, múa và hát từ nhỏ. Năm 1995, cô tham gia cuộc thi Người mẫu nhi đồng lần thứ 2 do Trung tâm thương mại Trung Nam Vũ Hán tổ chức, với sự tham gia của 1800 thí sinh nhi đồng, cô chiến thắng chung cuộc, giành được giải quán quân của cuộc thi, nhận cúp Đồng Hoa.
Lưu Diệc Phi theo học trường tiểu học Bà Dương Nhai (鄱阳街小学), quận Giang Ngạn, thành phố Vũ Hán. Năm 1997, cô theo mẹ sang Thành phố New York, Hoa Kỳ định cư nên chuyển việc học sang Hoa Kỳ. Trong 4 năm sau đó, từ năm 1998 đến năm 2001, cô sống tại khu Douglaston, Queens, thành phố New York, cô tiếp tục việc học tại trường trung học Louis Pasteur Middle School 67 và trường trung học phổ thông Francis Lewis High School. Năm 2002, Lưu Diệc Phi trở về Trung Quốc, với mong muốn trở thành diễn viên, cô đã tham gia kỳ thi tuyển sinh vào Khoa Diễn xuất thuộc Học viện Điện ảnh Bắc Kinh và vượt qua 3 vòng kiểm tra, được đặc cách nhận vào học khi mới 15 tuổi – trở thành sinh viên trẻ tuổi nhất trong lịch sử của trường. Lưu Diệc Phi nhận bằng Cử nhân loại xuất sắc với bài luận văn có điểm số cao nhất khóa 2002 vào tháng 7 năm 2006. Cùng năm, Lưu Diệc Phi được Đại học Stanford (California, Hoa Kỳ) mời làm học giả thỉnh giảng. Năm 2007, Lưu Diệc Phi nộp đơn vào Khoa Diễn xuất của Đại học Yale ở New Haven, Connecticut, cô đã vượt qua được các vòng kiểm tra ban đầu tuy nhiên tại thời điểm thi vòng tuyển chọn cuối cùng, do vướng lịch trình quay phim Vua Kung Fu nên cô đã từ bỏ việc tiếp tục thi khảo sát lần cuối để theo học tại đây.

## Sự nghiệp

### 2002–2007: Khởi đầu sự nghiệp truyền hình
Năm 2002, nhà sản xuất Du Tiến Minh tình cờ thấy Lưu Diệc Phi trong một quảng cáo bất động sản, ông quyết định chọn cô đóng vai nữ phụ Bạch Tú Châu cho bộ phim truyền hình Kim phấn thế gia (2003) lấy bối cảnh những năm đầu Trung Hoa dân quốc. Vai diễn Bạch Tú Châu ban đầu dự định dành cho một nữ diễn viên người Hàn Quốc để tăng sức hấp dẫn cho phim khi công chiếu, tuy nhiên do thủ tục và quy trình xét duyệt diễn viên Hàn Quốc rất rườm rà, mất thời gian và vẫn chưa có các tài liệu phê duyệt cho diễn viên đóng phim, trong khi Kim phấn thế gia đã quay được hơn 20 ngày. Sau nhiều lần thảo luận giữa đạo diễn và nhà đầu tư, họ đã từ bỏ diễn viên Hàn Quốc và để Lưu Diệc Phi thay thế. Ngày 18 tháng 6, Lưu Diệc Phi chính thức gia nhập đoàn phim Kim phấn thế gia. Bộ phim được công chiếu từ ngày 20 tháng 3 năm 2003 trên khung giờ vàng của Đài truyền hình Trung ương Trung Quốc CCTV8 và đạt được thành công, rating trung bình đạt 7,68% trở thành quán quân tỷ suất người xem 2 năm liên tiếp của CCTV.
Đạo diễn Trương Kỷ Trung nói về quá trình tuyển chọn vai Vương Ngữ Yên.
Thành công của Kim phấn thế gia đã góp phần thành công trong sự nghiệp của Lưu Diệc Phi. Cùng năm cô được giới thiệu thử vai Vương Ngữ Yên cho bộ phim Thiên long bát bộ của đạo diễn Trương Kỷ Trung, cô vào vai Vương Ngữ Yên, đóng cùng với nam diễn viên Lâm Chí Dĩnh. Bộ phim được công chiếu vào ngày 11 tháng 12 cùng năm, phim mang về tỷ suất người xem cao nhất ở Đài Loan (4,43%), là kỷ lục xếp hạng cao nhất trong các bộ phim truyền hình Đại Lục ở Đài Loan từng ghi nhận được. Sau vai diễn này, Lưu Diệc Phi được khán giả gọi với cái tên "thần tiên tỷ tỷ". Cũng trong thời gian này, lần đầu tiên cô tham gia đóng phim điện ảnh, tham gia vào hai bộ phim tình cảm Đài Loan là Tình yêu tháng 5 và Tình yêu đại doanh gia.
Năm 2004, Lưu Diệc Phi được Hãng phim Đường Nhân mời tham gia diễn xuất trong tác phẩm truyền hình cổ trang tiên hiệp Tiên kiếm kỳ hiệp – một bộ phim dựa trên trò chơi trực tuyến cùng tên cùng với nam diễn viên Hồ Ca. Bộ phim chính thức lên sóng vào ngày 24 tháng 1 năm 2005, trong đó cô vào vai công chúa Triệu Linh Nhi nước Nam Chiếu. Bộ phim phát sóng trên đài truyền hình đạt tỷ suất người xem trung bình 11,3%. Năm 2008, phim phát sóng trên đài vệ tinh Hà Bắc, tỷ suất người xem bình quân 3,8％, thời điểm cao nhất đạt 4,9％ và phát sóng lại 3 lần trong hai tháng liên tiếp. Năm 2010, phát sóng vệ tinh trên đài Quý Châu tỷ suất người xem vượt 1%. Vào ngày 25 tháng 8 cùng năm, Lưu Diệc Phi ký hợp đồng với Sony Music Entertainment Japan và chính thức gia nhập ngành công nghiệp âm nhạc. Cô được đào tạo về thanh nhạc và vũ đạo khoảng 1 năm tại Nhật Bản.
Vào tháng 6 năm 2004, Lưu Diệc Phi bắt đầu tham gia thử vai nữ chính cho bộ phim truyền hình Thần điêu đại hiệp của nhà sản xuất Trương Kỷ Trung. Vai diễn Tiểu Long Nữ này vốn đã được giao cho Châu Tấn, nhưng vì một số lý do nữ diễn viên này quyết định bỏ vai, vai diễn được trao cho Lưu Diệc Phi. Ngày 10 tháng 11 cùng năm, Lưu Diệc Phi chính thức đóng vai Tiểu Long Nữ, đồng thời gia nhập đoàn phim. Bộ phim bắt đầu phát sóng từ ngày 17 tháng 3 năm 2006, đạt được thành công. Tỷ suất người xem trung bình của bộ phim đạt 8,872%, tỷ lệ phát sóng 45 lần theo số liệu khảo sát về phim truyền hình từ tháng 1 đến tháng 9 năm 2006 của CCTV, giành vị trí thứ ba trong bảng xếp hạng "Mười phim truyền hình có tỷ suất người xem cao nhất 2006" theo TVB công bố. Nhờ vai diễn này, Lưu Diệc Phi đã trở nên nổi tiếng tại Đại lục cũng như các nước trong khu vực như Nhật Bản. Ngày 27 tháng 10 năm 2006, Lưu Diệc Phi trở thành nữ minh tinh đầu tiên đảm nhận vị trí Nữ thần Kim Ưng tại Lễ khai mạc Liên hoan nghệ thuật phim truyền hình Kim Ưng Trung Quốc lần thứ 6, cô biểu diễn điệu múa Kim Ưng bay lượn để khai mạc và hát ca khúc "Tim đập nhanh" trong chương trình bế mạc.
Vào ngày 19 tháng 7, đĩa đơn tiếng Nhật đầu tiên "Mayonaka no doa" (真夜中のドア) đã được phát hành tại Nhật Bản, sau đó cô cũng phát hành album tiếng Quan thoại cùng tên Lưu Diệc Phi và album tiếng Nhật All My Words. Album đạt doanh số 600.000 bản tại Trung Quốc đại lục, hãng Sony đã tổ chức một buổi lễ chúc mừng cho cô và để cảm ơn người hâm mộ diễn ra tại Bắc Kinh vào ngày 31 tháng 10 năm 2006. Bài hát "Mayonaka no doa" được chọn làm ca khúc cuối phim trong loạt phim hoạt hình Demashita! Powerpuff girls Z phát sóng trên truyền hình Nhật Bản. Cũng trong khoảng thời gian này Lưu Diệc Phi được đạo diễn Lý An mời đóng vai Vương Giai Chi trong bộ phim điện ảnh Sắc, Giới tuy nhiên vì một vài lý do nên cô đã từ chối vai diễn này.

### 2008–2014: Chuyển mình sang điện ảnh

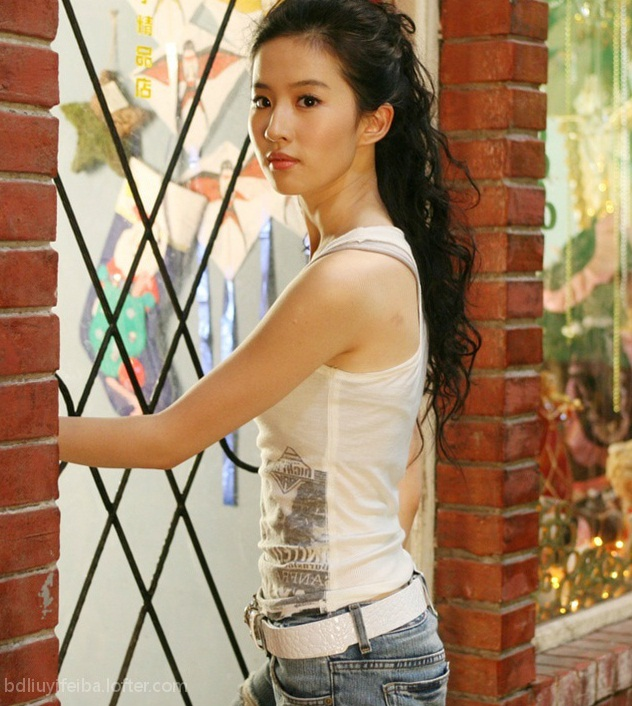
Lưu Diệc Phi trong phim Vua Kungfu

Từ năm 2008, Lưu Diệc Phi bắt đầu tham gia toàn diện lĩnh vực điện ảnh, chuyển trọng tâm sự nghiệp diễn xuất sang phim điện ảnh. Ngày 24 tháng 4, bộ phim Vua Kung Fu do Lưu Diệc Phi đóng cùng Thành Long và Lý Liên Kiệt được phát hành tại Trung Quốc. Phim đạt thành công cao về mặt thương mại, riêng tại thị trường Trung Quốc doanh thu phòng vé bộ phim trong tuần đầu tiên đạt 80 triệu CNY vượt kỷ lục của ba bộ phim Trung Quốc nội địa chiếu Tết năm 2007 và 2008. Đây cũng là lần đầu tiên có một bộ phim Hoa ngữ không chiếu dịp Tết tại Trung Quốc vượt qua kỷ lục doanh thu phòng vé của bộ phim chiếu dịp Tết Nguyên đán năm đó. Tính đến ngày 1 tháng 1 năm 2009 bộ phim đứng thứ sáu trong danh sách phim có doanh thu phòng vé cao nhất năm 2008 với doanh thu phòng vé là 195 triệu CNY. Tổng doanh thu toàn cầu của phim đạt 127 triệu USD. Nhân vật cô đóng là Kim Yến Tử, trong phim cô phải sử dụng nhiều đoạn hội thoại tiếng Anh. Cô phải trải qua một khóa đào tạo võ thuật khắc nghiệt. Nhờ vai Kim Yến Tử cô trở thành nữ diễn viên châu Á đầu tiên đứng vào danh sách của IMDB. Tháng 5 năm 2008, Lưu Diệc Phi ký hợp đồng độc quyền với công ty giải trí William Morris Agency, một trong ba công ty giải trí lớn nhất tại Mỹ, trở thành nữ diễn viên Trung Quốc thứ hai sau Chương Tử Di về chung công ty với nhiều ngôi sao như Mel Gibson, Reese Witherspoon, Halle Berry, Julia Roberts, Thành Long và Chương Tử Di.
Năm 2009, Lưu Diệc Phi được trao danh hiệu là một trong "Tứ Tiểu Hoa Đán" qua hoạt động bình chọn "Những ngôi sao giải trí thế hệ mới của thập niên 80" thông qua hình thức bình chọn trên Internet, đánh giá trên phương tiện truyền thông cùng với kiểm tra thực tế tại chỗ. Năm 2010, bộ phim tình cảm Thông cáo tình yêu do Vương Lực Hoành, Lưu Diệc Phi đóng vai chính được công chiếu. Cô vào vai Tống Hiểu Thanh một sinh viên bình thường tại trường nhạc cùng với bạn trai Đỗ Minh Hán do Vương Lực Hoành đóng. Sau khi công chiếu bộ phim cán mốc 12 triệu CNY vào ngày lễ tình nhân Trung Quốc (16 tháng 8) trở thành quán quân phòng vé trong ngày. Phim đã đạt mốc 50 triệu CNY chỉ sau hai tuần phát hành, đồng thời đứng thứ 40 trong top những bộ phim có doanh thu cao nhất 2010. Bộ phim cũng giành một đề cử tại Giải thưởng Điện ảnh Kim Mã Đài Loan lần thứ 47.
Tháng 6 năm 2010, Lưu Diệc Phi tham gia phim điện ảnh Thiến nữ u hồn nội dung phiên bản này được làm mới so với tác phẩm ăn khách cùng tên trước đó. Cô nhận vai nữ chính Nhiếp Tiểu Thiện, hợp tác cùng hai nam diễn viên Cổ Thiên Lạc và Dư Thiếu Quần. Phim được đạo diễn bởi Diệp Vĩ Tín, một đạo diễn Hồng Kông được biết đến với phim Diệp Vấn, kịch bản được chuyển thể từ tiểu thuyết Liêu trai chí dị của nhà văn Bồ Tùng Linh. So với phiên bản trước và cả với cốt truyện gốc trong Liêu Trai Chí Dị, nội dung của bộ phim được phóng tác khác đi nhiều, hài hước và hiện đại phù hợp với cuộc sống ngày nay, cũng như phần võ thuật được đầu tư nhiều hơn để tăng thêm tính hấp dẫn, Lưu Diệc Phi thể hiện vai ma nữ Nhiếp Tiểu Thiện. Ngày 19 tháng 4 năm 2011, Thiện nữ u hồn phát hành, tiền bản quyền ở nước ngoài của phim đạt 12 triệu USD lập kỷ lục mới cho việc phân phối phim nội địa Trung Quốc ra nước ngoài tại thời điểm đó, riêng doanh thu phòng vé ở Trung Quốc đạt 150 triệu CNY. Phim đứng thứ 23 trên Bảng xếp hạng tổng doanh thu phòng vé của các bộ phim Trung Quốc đại lục năm 2011. Bộ phim mang về hai đề cử tại Giải thưởng Điện ảnh Kim Mã Đài Loan lần thứ 48 đồng thời giúp Lưu Diệc Phi nhận được Giải thưởng nữ diễn viên có sức hút nhất tại Lễ trao giải Hiệp hội quay phim điện ảnh chuyên nghiệp Hồng Kông lần thứ 24.
Ngày 29 tháng 11 năm 2011, bộ phim chiến tranh cổ trang Hồng môn yến của đạo diễn Lý Nhân Cảng công chiếu, bộ phim đã trở thành quán quân phòng vé trong hai tuần liên tiếp, tổng doanh thu phòng vé đạt 150 triệu CNY. Đứng thứ 21 trong Bảng xếp hạng tổng doanh thu phòng vé Trung Quốc năm 2011. Tác phẩm giành 4 đề cử ở các hạng mục phụ tại Giải Kim Tượng lần thứ 31 và 2 đề cử tại Giải thưởng điện ảnh châu Á. Trong phim Lưu Diệc Phi vào vai Ngu Cơ, một mỹ nhân là nhân tình của nhân vật Hạng Vũ do Phùng Thiệu Phong thể hiện. Ngày 26 tháng 9 năm 2012 bộ phim cổ trang lịch sử Đổng Tước Đài với sự tham gia của Lưu Diệc Phi hợp tác cùng Chu Nhuận Phát, Tô Hữu Bằng, Ngọc Mộc Hoành,... ra mắt. Đây là lần đầu tiên Lưu Diệc Phi đóng hai nhân vật trong cùng một tác phẩm: Điêu Thuyền (một trong Tứ đại mỹ nhân Trung Hoa) và Linh Thư (con gái của Điêu Thuyền). Qua bộ phim, cô giành giải Nữ diễn viên chính xuất sắc nhất tại Liên hoan phim Quốc tế Ma Cao lần thứ 5. Phim thu về tổng cộng 105 triệu CNY.
Ngày 12 tháng 7 năm 2012, cô tham gia bộ phim võ hiệp cổ trang Tứ đại danh bổ của đạo diễn Trần Gia Thượng, chuyển thể từ tiểu thuyết cùng tên của nhà văn Ôn Thụy An, Lưu Diệc Phi vào vai Vô Tình. Tứ đại danh bổ tập trung vào phần kỹ xảo với những màn chiến đấu kịch tính của các nhân vật. Phim được quay bằng máy Spidercam – thiết bị từng được sử dụng trong Thế vận hội Olympic cũng như hai phim điện ảnh Người nhện 3 và Transformers 3. Lưu Diệc Phi cũng góp mặt trong hai phần tiếp theo của phim lần lượt được ra mắt vào năm 2013 và 2014. Phần cuối bộ phim được phát hành vào ngày 22 tháng 8 năm 2014 và vượt mốc doanh thu 100 triệu CNY chỉ sau ba ngày, xếp quán quân phòng vé trong hạng mục phim cổ trang và á quân trong hạng mục phim võ hiệp của năm. Phim giành được một đề cử tại Giải Kim Tượng lần thứ 34 cho Chỉ đạo hành động xuất sắc nhất.

### 2015–2017: Hợp tác quốc tế
Ngày 7 tháng 11 năm 2014, phim điện ảnh Lộ thủy hồng nhan – được chuyển thể từ tiểu thuyết cùng tên của nhà văn Trương Tiểu Nhàn công chiếu tại Trung Quốc. Tác phẩm do đạo diễn Cao Hy Hy chỉ đạo thực hiện, với Lưu Diệc Phi và diễn viên Hàn Quốc Rain đóng chính, cùng sự tham gia của các diễn viên khác như Đường Yên, Trần Xung và Hồ Binh. Lưu Diệc Phi đóng vai Hình Lộ. Bộ phim thu về 61,11 triệu CNY tại các phòng vé ở Trung Quốc. Trong quá trình quay phim, vì Lưu Diệc Phi khóc quá nhiều dẫn đến bị viêm tuyến lệ.
Ngày 3 tháng 4 năm 2015, phim điện ảnh hành động Mối thù hoàng tộc do Lưu Diệc Phi hợp tác cùng hai diễn viên Hollywood Nicolas Cage và Hayden Christensen được trình chiếu tại rạp. Trong phim, Lưu Diệc Phi vào vai công chúa Triệu Liên nước Đại Tống. Cũng trong năm đó, bộ phim điện ảnh lãng mạn Tình yêu thứ ba chuyển thể từ tiểu thuyết cùng tên của nhà văn Tự Do Hành Tẩu phát hành. Lưu Diệc Phi vào vai nữ luật sư Châu Vũ cùng nam diễn viên Hàn Quốc Song Seung-heon đóng một cặp đôi tình nhân "có duyên không phận". Sau công chiếu bộ phim thu về tổng doanh thu 11,27 triệu USD, Diệc Phi đoạt giải Nữ diễn viên được yêu thích nhất tại Giải thưởng Truyền thông Điện ảnh Trung Quốc lần thứ 16.
Vào ngày 20 tháng 5 năm 2016, bộ phim nghệ thuật Dạ khổng tước do Đới Tư Kiệt đạo diễn được công chiếu. Lưu Diệc Phi thủ vai Elsa. Để thể hiện tốt vai diễn này Lưu Diệc Phi đã chuyên tâm học tiếng Pháp. Tổng doanh thu phim là 33,178 triệu CNY đồng thời là phim nghệ thuật có doanh thu tốt trong nửa đầu năm 2016. Bộ phim được đề cử tranh giải chính tại Liên hoan phim quốc tế Montreal lần thứ 40. Cùng năm, Lưu Diệc Phi vào vai Tô Vận Cẩm trong bộ phim điện ảnh Hóa ra anh vẫn ở đây dựa trên tiểu thuyết nổi tiếng của Tân Di Ổ. Bộ phim đạt được doanh thu phòng vé 336 triệu CNY tại Trung Quốc và 50,2 triệu USD trên toàn thế giới. Tuy thành công về doanh thu nhưng bộ phim không được giới chuyên môn đánh giá cao về nội dung.

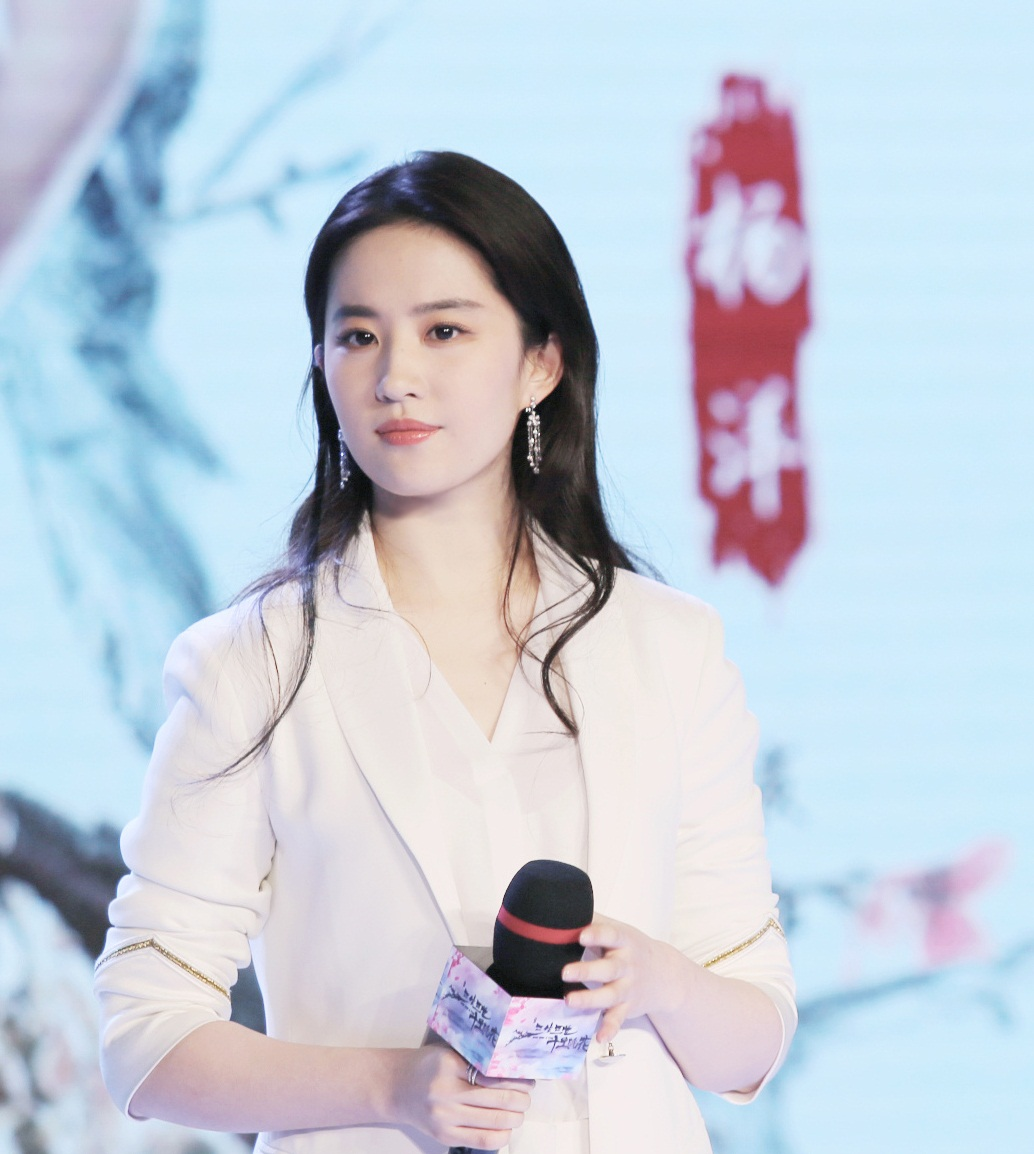
Lưu Diệc Phi tại buổi họp báo ra mắt phim Tam sinh tam thế thập lý đào hoa.

Ngày 4 tháng 8 năm 2017, bộ phim điện ảnh Tam sinh tam thế: Thập lý đào hoa công chiếu. Phim chuyển thể từ cuốn tiểu thuyết cùng tên của nhà văn Đường Thất Công Tử và do hai đạo diễn từng được đề cử và đoạt giải Oscar – Triệu Tiểu Đinh và Anthony LaMolinara chỉ đạo. Lưu Diệc Phi diễn cùng lúc ba vai: Thượng thần Bạch Thiển Đế cơ nước Thanh Khâu, Tư Âm Thần quân và Tố Tố cùng với Dạ Hoa (Dương Dương đóng) tạo nên câu chuyện tình yêu "ba đời ba kiếp". Bộ phim này được quay bằng thiết bị quay 3D được đạo diễn James Cameron sử dụng trong 2 bom tấn Avatar 2 và 3. Tổng doanh thu phim sau công chiếu đạt 533 triệu CNY đồng thời mang về cho Lưu Diệc Phi đề cử Nữ diễn viên chính xuất sắc nhất tại Liên hoan phim quốc tế Ma Cau lần thứ 9.
Ngày 10 tháng 11 năm 2017, bộ phim lịch sử chiến tranh Hoa cỏ chiến tranh do đạo diễn người Đan Mạch từng đoạt 2 giải Cành cọ vàng Bille August chỉ đạo. August đã dành bốn năm để chuẩn bị cho bộ phim này, Lưu Diệc Phi vào vai góa phụ Anh Tử. Phim lọt vào danh sách tranh giải chính của Liên hoan phim Quốc tế Thượng Hải lần thứ 20 và là bộ phim chiếu khai mạc liên hoan phim.
Ngày 29 tháng 12 năm 2017, bộ phim điện ảnh hài giả tưởng Hai kiếp yêu tinh – May mắn kiếp này công chiếu. Phim đạt tổng doanh thu 292 triệu CNY. Bộ phim đánh dấu sự hợp tác trở lại giữa Phùng Thiệu Phong và Lưu Diệc Phi sau 6 năm kể từ Hồng môn yến. Lưu Diệc Phi trong phim đóng vai cao trắng Bắc Cực Bạch Khiêm Sở, đây là lần đầu tiên Lưu Diệc Phi tham gia đóng phim thể loại hài kịch.

### 2018–nay:Hoa Mộc Lanvà trở lại màn ảnh nhỏ
Đạo diễn đoạt giải Oscar Bille August nhận xét về Lưu Diệc Phi.
 Ngày 30 tháng 11 năm 2017, Công ty Walt Disney chính thức thông báo rằng Lưu Diệc Phi sẽ xuất hiện trong live-action Hoa Mộc Lan với vai nữ chính Hoa Mộc Lan. Đây là phim điện ảnh chuyển thể từ bộ phim hoạt hình cùng tên năm 1998 của Disney. Kế hoạch thực hiện phiên bản người đóng bắt đầu vào năm 2010 nhưng không thể đi đến kết quả cuối cùng, đến năm 2017, Niki Caro được Disney mời làm đạo diễn phim Hoa Mộc Lan giúp bà trở thành một trong 2 nữ đạo diễn từng được mời thực hiện một bộ phim có ngân sách hơn 100 triệu USD tại thời điểm đó.
Buổi ra mắt của Hoa Mộc Lan tại Hollywood được tổ chức vào ngày 9 tháng 3 năm 2020. Ban đầu được dự kiến là một buổi công chiếu rộng rãi tại rạp, nhưng đã bị trì hoãn nhiều lần do đại dịch COVID-19 đang diễn ra. Cuối cùng bộ phim được Disney thông báo phát hành vào ngày 4 tháng 9 năm 2020. Quản lý biên tập của trang web đánh giá phim Fandango đã đánh giá cao phim Hoa Mộc Lan. Trên trang web đánh giá phim Rotten Tomatoes phim được số điểm là 73% (Golden Tomato) với sự đồng thuận từ 317 nhà phê bình "Bộ phim vốn dĩ có thể chỉ cần khai thác như nguyên bản, nhưng phiên bản người đóng này là một phép màu về thị giác, một bản làm lại với góc nhìn đầy thú vị mới mẻ cho mọi người." Trên Metacritic phim nhận về 66 điểm từ 52 nhà phê bình. Phim mang về khá nhiều đề cử cũng như giải thưởng tại các lễ trao giải lớn như Giải Oscar, Giải thưởng Điện ảnh Viện Hàn lâm Anh Quốc,... Đồng thời giúp Lưu Diệc Phi nhận đề cử tại Nữ diễn viên chính xuất sắc nhất tại Giải thưởng Sao Thổ, giải thưởng Nữ diễn viên xuất sắc nhất tại Digital Spy Reader Award,...
Vào tháng 12 năm 2017, Lưu Diệc Phi đóng cặp cùng Tỉnh Bách Nhiên trong bộ phim truyền hình Dân quốc Nam yên trai bút lục được cải biên dựa vào bộ truyện tranh cùng tên đánh dấu sự trở lại truyền hình của cô sau 12 năm vắng bóng. Tháng 2 năm 2021, Lưu Diệc Phi tham gia bộ phim truyền hình cổ trang Mộng hoa lục dựa trên tác phẩm hí kịch của Quan Hán Khanh. Tháng 3 năm 2022, Lưu Diệc Phi hợp tác với nam diễn viên Lý Hiện trong bộ phim truyền hình Đi đến nơi có gió do đài truyền hình Hồ Nam sản xuất, đạo diễn bởi Đinh Tử Quang.

Ngày 2 tháng 6 năm 2022, bộ phim Mộng hoa lục công chiếu. Đây là bộ phim đánh dấu sự trở lại của Lưu Diệc Phi sau 16 năm dừng đóng phim truyền hình cổ trang kể từ tác phẩm Thần điêu đại hiệp. Trên Douban, sau khi bộ phim kết thúc dành được số điểm 8.0 với hơn 800.000 lượt đánh giá. Đạo diễn Dương Dương nhận xét về Lưu Diệc Phi: 
Lưu Diệc Phi thật sự không phải là thần tiên tỷ tỷ tiên khí phiêu dật như trong ấn tượng của mọi người. Em ấy quả thật vô cùng xinh đẹp, nhưng điều khiến tôi ấn tượng hơn cả chính là nội lực của em ấy, điều đó thực sự khiến tôi có chút ngạc nhiên. Hơn nữa, cách nhìn nhận của em ấy về nhân vật Triệu Phán Nhi này là từ góc độ nhìn nhận của riêng em ấy, không phải chỉ là đọc lời thoại của biên kịch, em ấy có cách nghĩ của riêng mình, điều này được thể hiện rõ nét qua cách diễn xuất của em ấy, Cả hai chúng tôi ở điểm này có sự đồng nhất trong cách suy nghĩ nhìn nhận và sự đồng điệu về tâm hồn, chúng tôi cứ thế mà quay diễn ăn ý với nhau, tôi cảm thấy nhân vật Phán Nhi này chỉ có thể là em ấy chứ không ai có thể thay thế được. 
Tại Việt Nam, Báo Đại biểu Nhân Dân do Văn phòng Quốc Hội quản lý đánh giá: "Lưu Diệc Phi không chỉ mê hoặc khán giả bởi nhan sắc "thần tiên tỷ tỷ", mà từng điệu bộ, cử chỉ của cô đều nhất mực duyên dáng, thanh nhã. Kinh nghiệm diễn xuất giúp cô thể hiện ra "chất" của nhân vật Triệu Phán Nhi, một nữ tử xuất thân là con nhà quan, có học vấn, am hiểu hội họa, tinh thông trà đạo.." Ngày 3 tháng 1 năm 2023, bộ phim Đi đến nơi có gió phát sóng. Bộ phim xoay quanh hành trình rời phố về quê lập nghiệp và câu chuyện tình yêu của Hứa Hồng Đậu do cô thủ vai. Bộ phim nhận được số điểm 8.6 trên hệ thống đánh giá phim Douban đồng thời được tờ The New York Times đề cử là một trong những bộ phim truyền hình quốc tế xuất sắc năm 2023. Lưu Diệc Phi đóng vai chính Hoàng Diệc Mai – một sinh viên 22 tuổi ngành mỹ thuật thông minh, xinh đẹp và hoàn cảnh gia đình tốt trong bộ phim truyền hình Câu chuyện hoa hồng, phát sóng vào tháng 6 năm 2024. Nhờ vai diễn này, Lưu Diệc Phi đã nhận được giải thưởng Nữ diễn viên của năm tại lễ trao giải Phim truyền hình Trung Quốc lần thứ 3 của CMG hôm 29 tháng 1 năm 2025.

## Đời tư

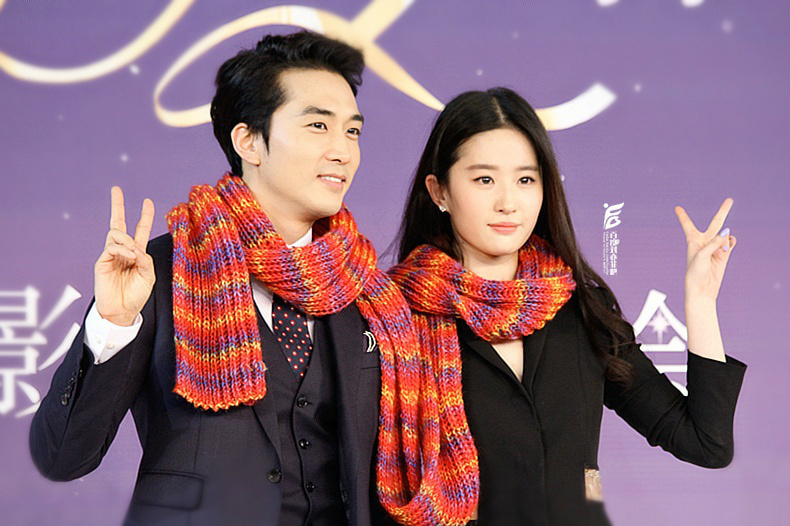
Lưu Diệc Phi và bạn trai cũ Song Seung-heon.

Vào ngày 5 tháng 8 năm 2015, Lưu Diệc Phi xác nhận mới bắt đầu mối quan hệ với nam diễn viên Hàn Quốc Song Seung-heon. Nam diễn viên cho biết cả hai đã nảy sinh tình cảm sau khi đóng Tình yêu thứ ba. Vào ngày 25 tháng 1 năm 2018, công ty của Song Seung-heon xác nhận cả hai chia tay: "Song Seung-heon và Lưu Diệc Phi quả thật đã chia tay, thời gian chia tay là cá nhân của nghệ sĩ không thể nào xác nhận được. Song Seung-heon vẫn đang tiếp tục các hoạt động, Lưu Diệc Phi cũng rất bận rộn. Bởi vì lịch trình bận rộn, hai người lại ở cách xa nhau, nên dần tự nhiên xa cách, quyết định trở lại làm bạn với nhau..." Trong quá trình quay Thần điêu đại hiệp, mỗi ngày Lưu Diệc Phi đều phải treo mình trên dây cáp suốt nhiều giờ đồng hồ dưới tiết trời rét âm độ và phải nhảy xuống nước lạnh mà không mặc đồ bơi giữ nhiệt. Có thời điểm cô suýt bị thác nước cuốn trôi nhưng may mắn không gặp vấn đề gì nguy hiểm. Sau khi quay Thần điêu đại hiệp xong, Lưu Diệc Phi mắc chứng thoái hóa cột sống cổ mãn tính, việc này khiến cô quanh năm phải đeo khăn choàng để tránh nhiễm lạnh và ngăn ngừa tái phát chấn thương. Khi quay các cảnh hành động hoặc thực hiện những động tác chịu lực nhiều thì cô phải uống thuốc giảm đau.
Ngoài hoạt động nghệ thuật, Lưu Diệc Phi còn tham gia hoạt động từ thiện, phúc lợi cộng đồng. Năm 2008, cô tham gia chương trình gây quỹ từ thiện do đài truyền hình CCTV phối hợp cùng Hội Phụ Nữ và Bộ Y Tế Trung Quốc, cùng nhiều quỹ từ thiện lớn khác tổ chức. Cùng tháng đó Lưu Diệc Phi quyên góp 1 triệu CNY cho quỹ UNICEF Trung Quốc để giúp đỡ xây dựng lại trường học tại Tứ Xuyên cũng như các khu vực bị thiên tai chịu ảnh hưởng của Động đất Tứ Xuyên 2008. Ngày 19 tháng 4 Lưu Diệc Phi quyên góp 200.000 CNY cứu trợ cho trẻ em chịu ảnh hưởng của Động đất Ngọc Thụ 2010. Năm 2020, Lưu Diệc Phi quyên góp 200.000 CNY cứu trợ dịch COVID-19 tại thành phố Vũ Hán, tỉnh Hồ Bắc, ngoài gửi tiền cứu trợ Lưu Diệc Phi còn quyên góp thêm các thùng hàng vật tư y tế cho việc phòng chống dịch và chữa trị bệnh thông qua quỹ từ thiện One Foundation. Năm 2021, cô tài trợ 1 triệu CNY để hỗ trợ trận Lũ lụt Hà Nam 2021.

## Hoạt động khác

### Thời trang và nhãn hiệu

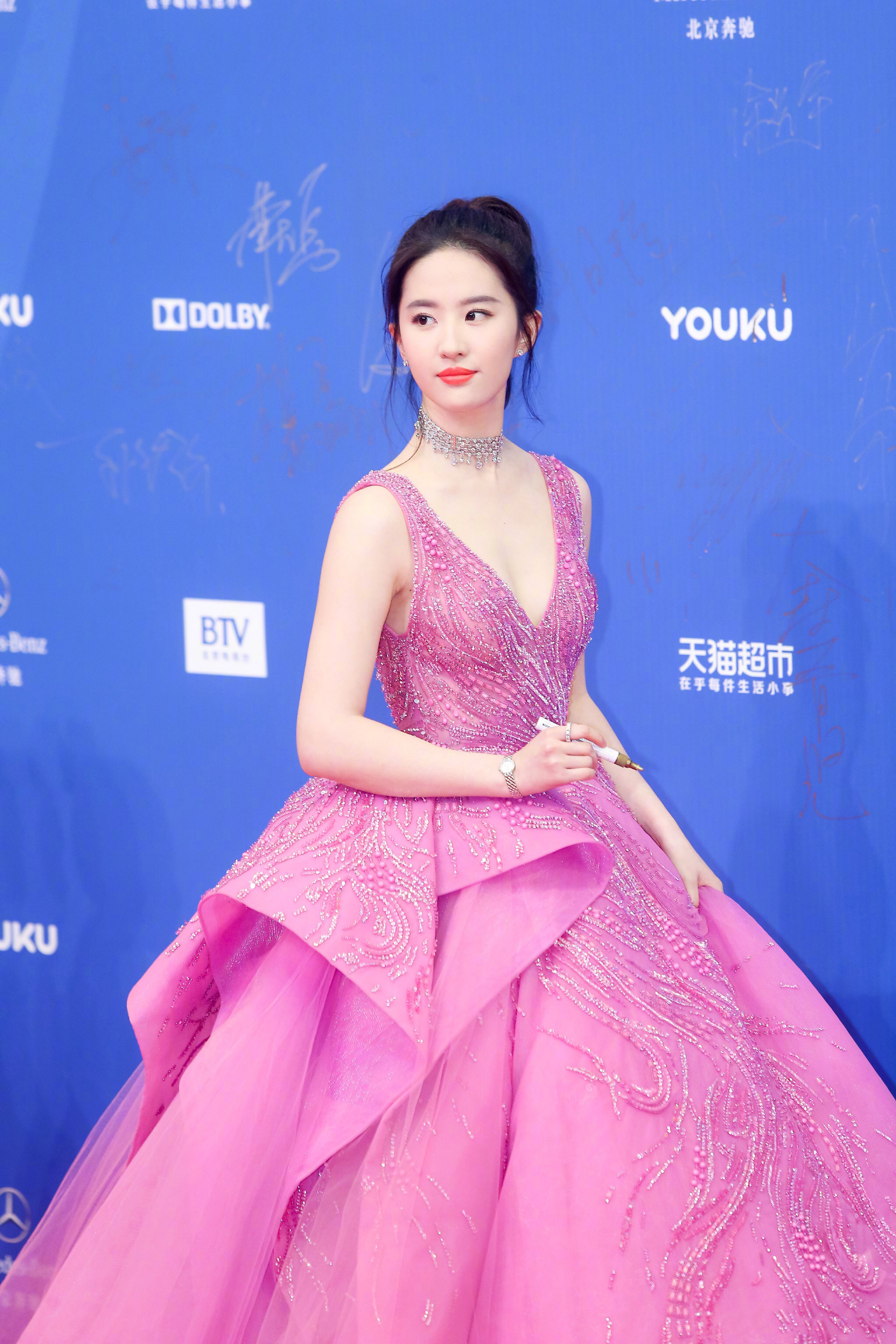
Lưu Diệc Phi mặc trang phục Haute Couture xuất hiện trên thảm đỏ Liên hoan phim Quốc tế Bắc Kinh lần thứ 7.

Lưu Diệc Phi từng xuất hiện trên nhiều tạp chí lớn tại Trung Quốc cũng như thế giới. Cô là nữ diễn viên thuộc thế hệ sau năm 1985 đầu tiên có mặt trên 7 tạp chí lớn nhất tại Trung Quốc bao gồm: Vogue, Elle, Harper's Bazaar, Marie Claire, Cosmopolitan, Madame Figaro, L'Officiel. Trong đó Harper's Bazaar và Marie Claire là 2 tạp chí cô xuất hiện nhiều nhất. Ngoài ra Lưu Diệc Phi còn xuất hiện trên các tạp chí lớn khác trên thế giới như Vogue Taiwan, The Hollywood Reporter, Cosmopolitan Korea,...
Ngày 15 tháng 10 năm 2015 Lưu Diệc Phi trở thành đại sứ dòng sản phẩm dưỡng da Dior Prestige cũng là đại sứ sau thế hệ 80 đầu tiên tại Trung Quốc. Ngày 11 tháng 5 năm 2016, Lưu Diệc Phi được mời tham dự lễ khai mạc Liên hoan phim quốc tế Cannes lần thứ 69. Tại đây Lưu Diệc Phi diện chiếc váy Dior thiết kế dành riêng cho cô. Chiếc váy tốn mất 160 tiếng để may lót, 550 tiếng để thêu hoa đính trên trang phục, cùng với vô số chi tiết cầu kỳ khác... Trong khoảng thời gian làm đại sứ thương hiệu cô tiếp tục có mặt trên các tạp chí lớn tại Trung Quốc (Elle, Harper's Bazaar, Marie Claire, Cosmopolitan...) cô mặc các bộ trang phục Haute Couture của hãng, cùng với Malgosia Bela, Bella Hadid, Aymeline Valade... chụp chung Bộ sưu tập ảnh Dior: Maison de famille tại Lâu đài Colle Noire. Khoảng cuối tháng 3 năm 2017, cô kết thúc hợp đồng với thương hiệu. Năm 2024, cô trở thành gương mặt trang bìa số tháng 9, số báo quan trọng nhất trong năm của Vogue Trung Quốc.
Ngàu 9 tháng 1 năm 2021, thương hiệu xa xỉ Louis Vuitton công bố Lưu Diệc Phi trở thành đại diện thương hiệu. Đồng thời công bố cô sẽ xuất hiện trong chiến dịch quảng cáo Xuân/Hè 2021 của nhà tạo mốt bên cạnh các đại sứ thương hiệu Naomi Osaka, Alicia Vikander, Emma Stone và Léa Seydoux do Giám đốc Sáng tạo của Louis Vuitton là Nicolas Ghesquière chỉ đạo. Ngoài các thương hiệu kể trên cô còn là đại diện cho nhiều thương hiệu lớn khác như Shiseido, Tissot,... và gần đây nhất là đại diện toàn cầu cho Bvlgari.

## Danh sách phim và chương trình truyền hình

### Phim điện ảnh
| Năm  | Tên                                  | Tên tiếng Trung      | Vai diễn               | Ghi chú              | Nguồn   |
| ---- | ------------------------------------ | -------------------- | ---------------------- | -------------------- | ------- |
| 2004 | Tình yêu tháng 5                     | 五月之恋             | Triệu Tuyên            |                      | [ 33 ]  |
| 2004 | Tình yêu đại doanh gia               | 恋爱大赢家           | Kim Xảo Lệ             |                      | [ 34 ]  |
| 2006 | A Bảo đích cố sự                     | 阿宝的故事           | Tây Tây                | Khách mời            | [ 149 ] |
| 2008 | Vua Kung Fu                          | 功夫之王             | Kim Yến Tử             |                      | [ 53 ]  |
| 2010 | Thông cáo tình yêu                   | 恋爱通告             | Tống Hiểu Thanh        |                      | [ 60 ]  |
| 2011 | Thiến nữ u hồn                       | 倩女幽魂             | Nhiếp Tiểu Thiện       |                      | [ 62 ]  |
| 2011 | Hồng môn yến                         | 鸿门宴               | Ngu Cơ                 |                      | [ 74 ]  |
| 2012 | Tứ đại danh bổ                       | 四大名捕             | Vô Tình                |                      | [ 74 ]  |
| 2012 | Đồng tước đài                        | 铜雀台               | Linh Thư / Điêu Thuyền |                      | [ 72 ]  |
| 2013 | Tứ đại danh bổ 2                     | 四大名捕2            | Vô Tình                |                      | [ 74 ]  |
| 2014 | Tứ đại danh bổ 3                     | 四大名捕3            | Vô Tình                |                      | [ 74 ]  |
| 2015 | Mối thù hoàng tộc                    | 白幽灵传奇之绝命逃亡 | Triệu Liên             |                      | [ 82 ]  |
| 2015 | Lộ thủy hồng nhan                    | 露水红颜             | Hình Lộ                |                      | [ 81 ]  |
| 2015 | Tình yêu thứ ba                      | 第三種愛情           | Trâu Vũ                |                      | [ 84 ]  |
| 2016 | Dạ khổng tước                        | 夜孔雀               | Elsa                   |                      | [ 87 ]  |
| 2016 | Hóa ra anh vẫn ở đây                 | 原来你还在这里       | Tô Vận Cẩm             |                      | [ 90 ]  |
| 2017 | Tam sinh tam thế: Thập lý đào hoa    | 三生三世十里桃花     | Bạch Thiển             |                      | [ 91 ]  |
| 2017 | Hoa cỏ chiến tranh                   | 烽火芳菲             | Anh Tử                 |                      | [ 96 ]  |
| 2017 | Hai kiếp yêu tinh - May mắn kiếp này | 二代妖精之今生有幸   | Bạch Khiêm Sở          |                      | [ 100 ] |
| 2020 | Hoa Mộc Lan                          | 花木兰               | Mộc Lan                | Phiên bản người đóng | [ 101 ] |

### Phim truyền hình
| Năm  | Tên                  | Tên tiếng Trung | Vai diễn               | Vai trò   | Ghi chú       | Nguồn   |
| ---- | -------------------- | --------------- | ---------------------- | --------- | ------------- | ------- |
| 2003 | Kim phấn thế gia     | 金粉世家        | Bạch Tú Châu           | Nữ hai    |               | [ 26 ]  |
| 2003 | Thiên long bát bộ    | 天龙八部        | Vương Ngữ Yên          | Nữ chính  |               | [ 29 ]  |
| 2005 | Tiên kiếm kỳ hiệp    | 仙剑奇侠传      | Triệu Linh Nhi         | Nữ chính  |               | [ 35 ]  |
| 2005 | Đậu khấu niên hoa    | 豆蔻年华        | Cô giáo Tiểu Triệu     | Khách mời |               | [ 150 ] |
| 2006 | Thần điêu đại hiệp   | 神鵰俠侶        | Tiểu Long Nữ           | Nữ chính  |               | [ 40 ]  |
| 2022 | Mộng hoa lục         | 梦华录          | Triệu Phán Nhi         | Nữ chính  |               | [ 113 ] |
| 2023 | Đi đến nơi có gió    | 去有风的地方    | Hứa Hồng Đậu           | Nữ chính  |               | [ 151 ] |
| 2024 | Câu chuyện hoa hồng  | 玫瑰故事        | Hoàng Diệc Mai         | Nữ chính  |               | [ 120 ] |
| CTB  | Nam yên trai bút lục | 南煙齋筆錄      | Lục Mạn Sinh/ Dạ Ma La | Nữ chính  | Quay năm 2018 | [ 112 ] |

### Lồng tiếng
| Năm  | Tên             | Vai diễn | Ghi chú            | Nguồn   |
| ---- | --------------- | -------- | ------------------ | ------- |
| 2023 | Điều ước (Wish) | Asha     | Khu vực Trung Quốc | [ 152 ] |

### Chương trình truyền hình
| Tên                       | Ngày phát sóng       | Ghi chú                                             | Nguồn   |
| ------------------------- | -------------------- | --------------------------------------------------- | ------- |
| Khoái lạc đại bản doanh   | 14 tháng 6 năm 2008  | Khách mời                                           | [ 153 ] |
| Nghệ thuật cuộc sống      | 30 tháng 10 năm 2011 | Tuyên truyền phim Hồng Môn yến                      | [ 154 ] |
| Khoái lạc đại bản doanh   | 29 tháng 9 năm 2012  | Tuyên truyền phim Đồng tước đài                     | [ 155 ] |
| Khoái lạc đại bản doanh   | 30 tháng 11 năm 2013 | Tuyên truyền phim Tứ đại danh bổ                    | [ 156 ] |
| Khoái lạc đại bản doanh   | 08 tháng 11 năm 2014 | Tuyên truyền phim Lộ thủy hồng nhan                 | [ 157 ] |
| Ngày ngày tiến lên        | 18 tháng 9 năm 2015  | Tuyên truyền phim Tình yêu thứ ba                   | [ 158 ] |
| Big Movie bùng nổ lên nào | 10 tháng 8 năm 2017  | Tuyên truyền phim Tam sinh tam thế: Thập lý đào hoa | [ 159 ] |

## Danh sách đĩa nhạc

### Album phòng thu
| Tên                               | Chi tiết | Ghi chú           | Nguồn   |
| --------------------------------- | --- | ----------------- | ------- |
| The Door Late At Night (深夜之门) | - Phát hành: 19 tháng 7, 2006 - Hãng đĩa: Sony Music Entertainment Japan - Định dạng: EP Danh sách bài hát 1. 真夜中のドア 2. Brightly 3. 真夜中のドア(伴奏) 4. Brightly (伴奏) | Album tiếng Nhật  | [ 160 ] |
| Lưu Diệc Phi                      | - Phát hành: 31 tháng 8, 2006 - Hãng đĩa: Sony BMG Music Entertainment - Định dạng: CD Danh sách bài hát 1. 泡芙女孩 2. 就要我滋味 3. 心悸 4. 幸運草 5. 放飛美麗 6. 世界的秘密 7. 一克拉的眼淚 8. 做你的秒鐘 9. 毛毛雨 10. 愛的延長賽                                                                                                 | Album tiếng Trung | [ 161 ] |
| All My Words                      | - Phát hành: 6 tháng 9, 2006 - Hãng đĩa: Sony Music Entertainment Japan - Định dạng: CD Danh sách bài hát 1. 真夜中のドア 2. 恋する周末 3. Happiness 4. 爱のミナモト 5. どこまでも ひろがる空に向かって 6. テノヒラノカナタ 7. My sunshiny day 8. 世界の秘密 9. Close to me 10. 月の夜 11. スピード 12. Pieces of my words ～言の花～ | Album tiếng Nhật  | [ 162 ] |

### Video âm nhạc
| Năm  | Tên                                     | Nghệ sĩ                     | Ghi chú                                            | Nguồn   |
| ---- | --------------------------------------- | --------------------------- | -------------------------------------------------- | ------- |
| 2006 | "Anh vẫn đợi em"                        | Lâm Chí Dĩnh                | Bài hát trong album Can't Stop Me của Lâm Chí Dĩnh | [ 163 ] |
| 2006 | "Puff Girl / Mayonakano Door"           | Lưu Diệc Phi                | Bài hát trong album tiếng Trung đầu tay cùng tên   | [ 164 ] |
| 2006 | "Want My Taste"                         | Lưu Diệc Phi                | Bài hát trong album tiếng Trung đầu tay cùng tên   | [ 164 ] |
| 2006 | "Đánh trống ngực"                       | Lưu Diệc Phi                | Bài hát trong album tiếng Trung đầu tay cùng tên   | [ 164 ] |
| 2006 | "Phóng phi mỹ lệ"                       | Lưu Diệc Phi                | Bài hát trong album tiếng Trung đầu tay cùng tên   | [ 164 ] |
| 2008 | "Lời hứa"                               | Nhiều nghệ sĩ               | Bài hát cứu trợ cho Động đất Tứ Xuyên 2008         | [ 165 ] |
| 2008 | "Quê hương"                             | Nhiều nghệ sĩ               | Bài hát cứu trợ cho Động đất Tứ Xuyên 2008         | [ 165 ] |
| 2012 | "Bắc Kinh chúc phúc bạn"                | Nhiều nghệ sĩ               | Bài hát quảng bá cho Thế vận hội Mùa hè 2012       | [ 166 ] |
| 2013 | "Làm sao bạn có thể làm tổn thương tôi" | Hứa Như Vân / Lương Vịnh Kỳ | Bài hát chủ đề cho Yêu mến sinh mệnh               | [ 167 ] |

### Nhạc phim
| Năm  | Tên                                 | Tên tiếng Trung  | Phim                              | Ghi chú                                          | Nguồn   |
| ---- | ----------------------------------- | ---------------- | --------------------------------- | ------------------------------------------------ | ------- |
| 2011 | "Sở ca"                             | 楚歌             | Hồng Môn yến                      | với Phùng Thiệu Phong                            | [ 168 ] |
| 2012 | "Mộng bất tử"                       | 梦不死           | Tứ đại danh bổ                    | với Đặng Siêu, Trâu Triệu Long và Trịnh Trung Cơ | [ 169 ] |
| 2012 | "Đợi tuyết đến"                     | 等雪来           | Đổng tước đài                     | với Châu Nhuận Phát                              | [ 170 ] |
| 2013 | "Buông xuống"                       | 放下             | Tứ đại danh bổ 2                  |                                                  | [ 171 ] |
| 2016 | "Vẫn đang ở đây"                    | 还在这里         | Hóa ra anh vẫn ở đây              | với Vương Tranh Lượng                            | [ 172 ] |
| 2017 | "Tam sinh tam thế: Thập lý đào hoa" | 三生三世十里桃花 | Tam sinh tam thế: Thập lý đào hoa | với Dương Dương                                  | [ 173 ] |
| 2020 | "Chính mình" ("Reflection")         | 自己             | Hoa Mộc Lan                       | phiên bản tiếng Anh và tiếng Trung               | [ 174 ] |

## Giải thưởng và đề cử
| Năm  | Giải thưởng                                                | Hạng mục                                            | Đề cử                             | Kết quả           | Nguồn   |
| ---- | ---------------------------------------------------------- | --------------------------------------------------- | --------------------------------- | ----------------- | ------- |
| 2007 | Lễ trao giải Bảng xếp hạng nhạc pop Trung Quốc             | Nữ thần tượng nổi tiếng được yêu thích nhất Đại lục | Thần điêu đại hiệp                | Đoạt giải         | [ 175 ] |
| 2012 | Hiệp hội các nhà quay phim Hồng Kông                       | Nữ diễn viên có sức hút nhất                        | Thiến nữ u hồn                    | Đoạt giải         | [ 67 ]  |
| 2013 | Liên hoan phim quốc tế Macao                               | Nữ diễn viên xuất sắc nhất - Điện ảnh               | Đồng Tước Đài                     | Đoạt giải         | [ 72 ]  |
| 2016 | Liên hoan phim quốc tế Montreal                            | Nữ diễn viên xuất sắc nhất                          | Dạ khổng tước                     | Lọt vào danh sách | [ 89 ]  |
| 2016 | Giải thưởng Golden Screen                                  | Nữ diễn viên xuất sắc nhất                          | Dạ khổng tước                     | Đề cử             | [ 176 ] |
| 2016 | Giải thưởng Truyền thông Điện ảnh Trung Quốc               | Nữ diễn viên được yêu thích nhất                    | Tình yêu thứ 3                    | Đoạt giải         | [ 86 ]  |
| 2016 | Liên hoan phim Đại học Quảng Châu                          | Nữ diễn viên nổi tiếng nhất với sinh viên đại học   | Dạ khổng tước                     | Đoạt giải         | [ 177 ] |
| 2016 | Liên hoan phim Đại học Quảng Châu                          | Nữ diễn viên nổi tiếng nhất với sinh viên đại học   | Hóa ra anh vẫn ở đây              | Đoạt giải         | [ 177 ] |
| 2017 | Liên hoan phim quốc tế Thượng Hải                          | Nữ diễn viên xuất sắc nhất                          | Hoa cỏ chiến tranh                | Lọt vào danh sách | [ 178 ] |
| 2017 | Liên hoan phim Tokyo · Tuần lễ phim Trung Quốc             | Nữ diễn viên xuất sắc nhất                          | Tam sinh tam thế: Thập lý đào hoa | Đoạt giải         | [ 179 ] |
| 2017 | Liên hoan phim quốc tế Macao                               | Nữ diễn viên xuất sắc nhất                          | Tam sinh tam thế: Thập lý đào hoa | Đề cử             | [ 180 ] |
| 2020 | Giải thưởng Digital Spy Reader                             | Nữ diễn viên chính xuất sắc nhất                    | Hoa Mộc Lan                       | Đoạt giải         | [ 111 ] |
| 2021 | Giải thưởng Critics' Choice Super                          | Nữ diễn viên phim hành động xuất sắc nhất           | Hoa Mộc Lan                       | Đề cử             | [ 181 ] |
| 2021 | Giải Sao Thổ                                               | Nữ diễn viên chính xuất sắc nhất                    | Hoa Mộc Lan                       | Đề cử             | [ 8 ]   |
| 2021 | Giải Sự lựa chọn của Trẻ em                                | Nữ diễn viên điện ảnh được yêu thích nhất           | Hoa Mộc Lan                       | Đề cử             | [ 182 ] |
| 2022 | Liên hoan phim quốc tế Macao                               | Nữ diễn viên xuất sắc nhất - Truyền hình            | Mộng hoa lục                      | Đoạt giải         | [ 183 ] |
| 2022 | Giải Hoa Đỉnh                                              | Nữ diễn viên xuất sắc nhất                          | Mộng hoa lục                      | Đề cử             | [ 184 ] |
| 2023 | Giải Gấu Trúc Vàng lần thứ nhất                            | Nữ diễn viên xuất sắc nhất                          | Mộng hoa lục                      | Đề cử             | [ 185 ] |
| 2023 | Giải thưởng Truyền hình Quốc tế Seoul                      | Nữ diễn viên xuất sắc nhất                          | Mộng hoa lục                      | Đề cử             | [ 186 ] |
| 2023 | Liên hoan phim quốc tế Macao                               | Nữ diễn viên xuất sắc nhất - Truyền hình            | Đi đến nơi có gió                 | Đoạt giải         | [ 187 ] |
| 2024 | Liên hoan phim quốc tế Macao                               | Nữ diễn viên xuất sắc nhất - Truyền hình            | Câu chuyện của hoa hồng           | Đề cử             | [ 188 ] |
| 2025 | Lễ trao giải Phim truyền hình Trung Quốc lần thứ 3 của CMG | Nữ diễn viên của năm                                | Câu chuyện của hoa hồng           | Đoạt giải         | [ 121 ] |
| 2025 | Đại hội Đạo diễn Phim truyền hình 2025                     | Nữ Diễn viên Chính Xuất sắc trong Năm               | Câu chuyện của hoa hồng           | Đoạt giải         | [ 189 ] |
| 2025 | Giải Bạch Ngọc Lan                                         | Nữ diễn viên chính xuất sắc nhất                    | Câu chuyện của hoa hồng           | Đề cử             | [ 190 ] |

### Danh sách 100 ngôi sao nổi tiếng Trung Quốc theoForbes
| Năm  | Thứ hạng | Nguồn   |
| ---- | -------- | ------- |
| 2005 | 58       | [ 191 ] |
| 2006 | 51       | [ 192 ] |
| 2007 | 43       | [ 193 ] |
| 2008 | 87       | [ 194 ] |
| 2009 | 43       | [ 195 ] |
| 2010 | 66       | [ 196 ] |
| 2011 | 93       | [ 197 ] |
| 2017 | 23       | [ 198 ] |
| 2019 | 89       | [ 199 ] |
| 2020 | 30       | [ 200 ] |